# Cúp bóng đá Ukraina 2001–02
Cúp bóng đá Ukraina 2001–02 là mùa giải thứ 11 của giải đấu bóng đá loại trực tiếp hàng năm ở Ukraina. Đội vô địch là Shakhtar Donetsk.

## Phân bổ đội bóng

### Phân phối
|                                |                                | Đội bóng tham gia vòng này                                                                           | Đội bóng vượt qua vòng trước        |
| ------------------------------ | ------------------------------ | --- | ----------------------------------- |
| Vòng sơ loại thứ nhất (32 đội) | Vòng sơ loại thứ nhất (32 đội) | - 32 đội từ Giải hạng nhì                                                                            |                                     |
| Vòng sơ loại thứ hai (16 đội)  | Vòng sơ loại thứ hai (16 đội)  | | - 16 đội từ vòng sơ loại thứ nhất   |
| Vòng sơ loại thứ ba (8 đội)    | Vòng sơ loại thứ ba (8 đội)    | | - 8 đội từ vòng sơ loại thứ hai     |
| Vòng loại thứ nhất (16 đội)    | Vòng loại thứ nhất (16 đội)    | - 12 đội từ Giải hạng nhất (xếp hạt giống thấp hơn)                                                  | - 4 đội từ vòng sơ loại thứ ba      |
| Vòng loại thứ hai (16 đội)     | Vòng loại thứ hai (16 đội)     | - 6 đội từ Supreme League (xếp hạt giống thấp hơn) - 2 đội từ Giải hạng nhất (xếp hạt giống cao hơn) | - 8 đội thắng từ vòng loại thứ nhất |
| Vòng đấu chính (16 đội)        | Vòng đấu chính (16 đội)        | - 8 đội từ Supreme League (xếp hạt giống cao hơn)                                                    | - 8 đội thắng từ vòng loại thứ hai  |

### Ngày thi đấu và bốc thăm
Tất cả các lễ bốc thăm đều diễn ra ở trụ sở FFU (Building of Football) ở Kiev.
| Giai đoạn      | Vòng                  | Ngày bốc thăm                                   | Ngày thi đấu                                    | Ngày thi đấu                                    |
| Giai đoạn      | Vòng                  | Ngày bốc thăm                                   | Lượt đi                                         | Lượt về                                         |
| -------------- | --------------------- | ----------------------------------------------- | ----------------------------------------------- | ----------------------------------------------- |
| Vòng sơ loại   | Vòng sơ loại thứ nhất |                                                 | 14 tháng 7 năm 2001                             | 18 tháng 7 năm 2001                             |
| Vòng sơ loại   | Vòng sơ loại thứ hai  |                                                 | 26 tháng 7 năm 2001                             | 9 tháng 8 năm 2001                              |
| Vòng sơ loại   | Vòng sơ loại thứ ba   |                                                 | 17 tháng 8 năm 2001                             | 25 tháng 8 năm 2001                             |
| Vòng loại      | Vòng loại thứ nhất    |                                                 | 7 tháng 9 năm 2001                              | 16 tháng 9 năm 2001                             |
| Vòng loại      | Vòng loại thứ hai     |                                                 | 4 tháng 10 năm 2001                             | 14 tháng 10 năm 2001                            |
| Vòng đấu chính | Vòng 16 đội           |                                                 | 20–22 tháng 10 năm 2001                         | 27 tháng 10 năm 2001                            |
| Vòng đấu chính | Tứ kết                |                                                 | 4–5 tháng 11 năm 2001                           | 26 tháng 11 năm 2001                            |
| Vòng đấu chính | Bán kết               |                                                 | 4 tháng 4 năm 2002                              | 2 tháng 5 năm 2002                              |
| Vòng đấu chính | Chung kết             | 26 tháng 5 năm 2002 tại NSC "Olimpiyskiy", Kiev | 26 tháng 5 năm 2002 tại NSC "Olimpiyskiy", Kiev | 26 tháng 5 năm 2002 tại NSC "Olimpiyskiy", Kiev |

## Lịch thi đấu

### Vòng sơ loại thứ nhất
| Olkom Melitopol           | 1 – 6 | FC Cherkasy                | 1:3 và 0:3 |
| Olimpiya Yuzhnoukrainsk   | 1 – 2 | Ryhonda Bila Tserkva       | 0:1 và 1:1 |
| Naftovyk Dolyna           | 3 – 8 | FC Krasyliv                | 0:1 và 1:1 |
| Halychyna Drohobych       | 1 – 2 | Sokil Zolochiv             | 1:1 và 0:1 |
| Hazovyk-Skala Stryi       | 1 – 0 | Tsementnyk-Khorda Mykolaiv | 0:0 và 1:0 |
| Tekhno-Center Rohatyn     | 3 – 3 | Enerhetyk Burshtyn         | 2:3 và 1:0 |
| Lukor Kalush              | 1 – 3 | Bukovyna Chernivtsi        | 1:2 và 0:1 |
| Veres Rivne               | 2 – 2 | Dynamo Lviv                | 1:2 và 1:0 |
| ADOMS Kremenchuk          | –: +  | Spartak Sumy               |            |
| Systema-Boreks Borodyanka | 0 – 1 | FC Portovyk Illichivsk     | 0:1 và 0:0 |
| Hirnyk-Sport Komsomolsk   | 3 – 6 | Tytan Armyansk             | 3:4 và 0:2 |
| Podillya Khmelnytskyi     | 2 – 1 | SC Kherson                 | 2:0 và 0:1 |
| Oskol Kupiansk            | +: –  | Avanhard Rovenky           |            |
| Desna Chernihiv           | –: +  | Mashynobudivnyk Druzhkivka | 5:0 và -:+ |
| Arsenal Kharkiv           | 8 – 4 | Frunzenets-Liha 99 Sumy    | 8:0 và 0:4 |
| Zorya Luhansk             | 1 – 3 | Elektron Romny             | 1:0 và 0:3 |

Ghi chú:

### Vòng sơ loại thứ hai
| FC Cherkasy         | 5 – 2 | Ryhonda Bila Tserkva       | 3:2 và 2:0 |
| FC Krasyliv         | 4 – 6 | Sokil Zolochiv             | 4:4 và 0:2 |
| Hazovyk-Skala Stryi | 0 – 2 | Enerhetyk Burshtyn         | 0:1 và 0:1 |
| Bukovyna Chernivtsi | 2 – 2 | Dynamo Lviv                | 2:1 và 0:1 |
| Spartak Sumy        | 1 – 3 | Portovyk Illichivsk        | 0:1 và 1:2 |
| Tytan Armyansk      | +: –  | Podillya Khmelnytskyi      |            |
| Oskol Kupiansk      | 2 – 3 | Mashynobudivnyk Druzhkivka | 0:2 và 2:1 |
| Arsenal Kharkiv     | 1 – 4 | Elektron Romny             | 1:3 và 0:1 |

### Vòng sơ loại thứ ba
| FC Cherkasy                | 4 – 4 | Sokil Zolochiv | 3:0 và 1:4 |
| Enerhetyk Burshtyn         | 0 – 5 | Dynamo Lviv    | 0:2 và 0:3 |
| Portovyk Illichivsk        | 2 – 1 | Tytan Armyansk | 2:0 và 0:1 |
| Mashynobudivnyk Druzhkivka | +: –  | Elektron Romny |            |

### Vòng loại thứ nhất
| Volyn-1 Lutsk              | 2 – 1 | FC Cherkasy                  | 1:0 và 1:1 |
| Elekrometalurh-NZF Nikopol | +: –  | Zirka Kirovohrad             | 0:1 và 1:1 |
| Dynamo Lviv                | 0 – 6 | Prykarpattia Ivano-Frankivsk | 0:3 và 0:3 |
| FC Mykolaiv                | 2 – 5 | Obolon Kyiv                  | 0:1 và 2:4 |
| Chornomorets Odessa        | 3 – 2 | Naftovyk Okhtyrka            | 2:0 và 1:2 |
| Portovyk Illichivsk        | 2 – 3 | FC Vinnytsia                 | 2:1 và 0:2 |
| Mashynobudivnyk Druzhkivka | +: –  | FC Lviv                      |            |
| Polissya Zhytomyr          | 2 – 4 | Borysfen Boryspil            | 2:1 và 0:3 |

Ghi chú
- Zirka bị xử thua và loại khỏi giải vì có các cầu thủ thi đấu cho Polihraftekhnika
- FC Lviv giải thể, Mashbud đi thẳng vào vòng tiếp theo

### Vòng loại thứ hai
| Volyn-1 Lutsk                 | 1 – 0 | Vorskla Poltava            | 1:0 và 0:0 |
| Elekrometalurh-NZF Nikopol    | 2 – 6 | Zakarpattia Uzhhorod       | 2:2 và 0:4 |
| Prykarpattia Ivano-Frankivsk  | 0 – 2 | Metalist Kharkiv           | 0:0 và 0:2 |
| Nyva Ternopil                 | 0 – 3 | Obolon Kyiv                | 0:1 và 0:2 |
| Polihraftekhnika Oleksandriya | 5 – 1 | Chornomorets Odessa        | 4:1 và 1:0 |
| FC Vinnytsia                  | 2 – 4 | Kryvbas Kryvyi Rih         | 2:2 và 0:2 |
| Stal Alchevsk                 | 5 – 0 | Mashynobudivnyk Druzhkivka | 3:0 và 2:0 |
| Borysfen Boryspil             | 1 – 3 | Karpaty Lviv               | 0:2 và 1:1 |

### Vòng Một
| Volyn-1 Lutsk         | 3 – 5 | Metalurh Donetsk              | 2:1 và 1:4 |
| Metalurh Mariupol     | 2 – 3 | Zakarpattia Uzhhorod          | 1:0 và 1:3 |
| Metalurh Zaporizhia   | 1 – 2 | Metalist Kharkiv              | 1:0 và 0:2 |
| Obolon Kyiv           | 0 – 6 | Dynamo Kyiv                   | 0:3 và 0:3 |
| Dnipro Dnipropetrovsk | 3 – 2 | Polihraftekhnika Oleksandriya | 2:0 và 1:2 |
| Kryvbas Kryvyi Rih    | 1 – 4 | CSKA Kyiv                     | 1:0 và 0:4 |
| Stal Alchevsk         | 3 – 4 | Shakhtar Donetsk              | 3:1 và 0:3 |
| Karpaty Lviv          | 3 – 3 | Tavriya Simferopol            | 2:0 và 1:3 |

### Tứ kết
| Metalurh Donetsk      | 4 – 1 | Zakarpattia Uzhhorod | 1:0 và 3:1          |
| Metalist Kharkiv      | 1 – 6 | Dynamo Kyiv          | 1:1 và 0:5          |
| Dnipro Dnipropetrovsk | 0 – 0 | CSKA Kyiv            | 0:0 và 0:0 (pk 4:3) |
| Shakhtar Donetsk      | 2 – 1 | Karpaty Lviv         | 2:0 và 0:1          |

Ghi chú:

### Bán kết
| Metalurh Donetsk      | 1 – 3 | Dynamo Kyiv      | 1:1 và 0:2 |
| Dnipro Dnipropetrovsk | 2 – 3 | Shakhtar Donetsk | 2:1 và 0:2 |

Ghi chú:

### Chung kết
Trận chung kết diễn ra ở NSC Olimpiysky vào ngày 26 tháng 5 năm 2002 ở Kiev.
| Dynamo Kyiv | 2:3 | Shakhtar Donetsk | sau hiệp phụ |

Bản mẫu:Bóng đá châu Âu (UEFA) 2001–02